# Pseudocalanus major
Pseudocalanus major är en kräftdjursart som beskrevs av Georg Ossian Sars 1900. Pseudocalanus major ingår i släktet Pseudocalanus och familjen Clausocalanidae. Inga underarter finns listade i Catalogue of Life.